# Pablo Torres Muiño
Pablo Torres Muiño (Cambre, 23 d'octubre de 1981) és un ciclista espanyol, professional des del 2012. Actualment milita a l'equip Burgos-BH.

## Palmarès
- 2006
  - 1r a la Oñati Saria
- 2010
  - 1r a la Volta a la Corunya i vencedor d'una etapa
- 2011
  - Vencedor d'una etapa a la Volta a Zamora
- 2017
  - 1r al Tour de Gironda i vencedor d'una etapa
- 2019
  - Vencedor d'una etapa al Volta al Japó

### Resultats a la Volta a Espanya
- 2018. 129è de la classificació general